# Montilla Club de Fútbol
El Montilla Club de Fútbol és un club de futbol amb seu a Montilla, Còrdova, a la comunitat autònoma d'Andalusia. Fundat l'any 1973, juga a Divisió d'Honor, i disputa els partits a casa a l'Estadi Municipal de Montilla, amb una capacitat de 5.000 espectadors.

## Història
El Montilla CF va ser fundat l'agost de 1973, després que el Club Balompédico Alvear (un altre club de la ciutat finançat per Bodegas Alvear) cessés les seves activitats. El club va ocupar immediatament el lloc d'Alvear a la Regional Preferent, i va aconseguir l'ascens a Tercera Divisió el 1987.
Després de 13 temporades consecutives a quarta divisió, el Montilla va patir el descens l'any 2000, però va tornar a la categoria al primer intent. El club passaria les temporades següents a les lligues inferiors, a part d'una campanya a la quarta categoria la 2012-13.

## Temporada a temporada
| Temporada | Nivell | Divisió    | Lloc | Copa del Rei |
| --------- | ------ | ---------- | ---- | ------------ |
| 1973–74   | 4      | 1a Reg.    | 8è   |              |
| 1974–75   | 4      | 1a Reg.    | 8è   |              |
| 1975–76   | 4      | Reg. Pref. | 13è  |              |
| 1976–77   | 4      | Reg. Pref. | 12è  |              |
| 1977–78   | 5      | Reg. Pref. | 16è  |              |
| 1978–79   | 5      | Reg. Pref. | 7è   |              |
| 1979–80   | 5      | Reg. Pref. | 9è   |              |
| 1980–81   | 5      | Reg. Pref. | 4t   |              |
| 1981–82   | 5      | Reg. Pref. | 7è   |              |
| 1982–83   | 5      | Reg. Pref. | 8è   |              |
| 1983–84   | 5      | Reg. Pref. | 3r   |              |
| 1984–85   | 5      | Reg. Pref. | 2n   |              |
| 1985–86   | 5      | Reg. Pref. | 6è   |              |
| 1986–87   | 5      | Reg. Pref. | 2n   |              |
| 1987–88   | 4      | 3a         | 15è  |              |
| 1988–89   | 4      | 3a         | 15è  |              |
| 1989–90   | 4      | 3a         | 16è  |              |
| 1990–91   | 4      | 3a         | 10è  | Second round |
| 1991–92   | 4      | 3a         | 13è  |              |
| 1992–93   | 4      | 3a         | 14è  |              |

| Temporada | Nivell | Divisió    | Lloc | Copa del Rei |
| --------- | ------ | ---------- | ---- | ------------ |
| 1993–94   | 4      | 3a         | 17è  |              |
| 1994–95   | 4      | 3a         | 5è   |              |
| 1995–96   | 4      | 3a         | 6è   |              |
| 1996–97   | 4      | 3a         | 5è   |              |
| 1997–98   | 4      | 3a         | 14è  |              |
| 1998–99   | 4      | 3a         | 9è   |              |
| 1999–2000 | 4      | 3a         | 18è  |              |
| 2000–01   | 5      | Reg. Pref. | 1r   |              |
| 2001–02   | 4      | 3a         | 8è   |              |
| 2002–03   | 4      | 3a         | 14è  |              |
| 2003–04   | 4      | 3a         | 20è  |              |
| 2004–05   | 5      | 1a And.    | 4t   |              |
| 2005–06   | 5      | 1a And.    | 3r   |              |
| 2006–07   | 5      | 1a And.    | 4t   |              |
| 2007–08   | 5      | 1a And.    | 3r   |              |
| 2008–09   | 5      | 1a And.    | 3r   |              |
| 2009–10   | 5      | 1a And.    | 14è  |              |
| 2010–11   | 5      | 1a And.    | 14è  |              |
| 2011–12   | 5      | 1a And.    | 3r   |              |
| 2012–13   | 4      | 3a         | 20è  |              |

| Temporada | Nivell | Divisió   | Lloc | Copa del Rei |
| --------- | ------ | --------- | ---- | ------------ |
| 2013–14   | 5      | 1ª I.     | 17è  |              |
| 2014–15   | 6      | 2ª I.     | 5è   |              |
| 2015–16   | 6      | 1ª I.     | 2n   |              |
| 2016–17   | 6      | 1ª I.     | 2n   |              |
| 2017–18   | 5      | Div. Hon. | 15è  |              |
| 2018–19   | 6      | 1ª I.     | 2n   |              |
| 2019-20   | 6      | 1ª I.     | 1r   |              |
| 2020-21   | 5      | Div. Hon. | 2n   |              |
| 2021–22   | 6      | Div. Hon. | 5è   |              |
| 2022–23   | 6      | Div. Hon. | 12è  | Preliminar   |
| 2023–24   | 6      | Div. Hon. |      |              |

- 17 temporades a Tercera Divisió